# Hog Bay Road
Die Hog Bay Road ist eine Fernstraße im Südosten des australischen Bundesstaates South Australia. Sie verbindet auf der Känguru-Insel den Kangaroo Island Sealink in Penneshaw mit dem Playford Highway in Kingscote.

## Verlauf
Die Hog Bay Road beginnt am Fährhafen von Penneshaw. Dort ist sie über den Kangaroo Island Sealink (Autofähre) an den Fährhafen Jervis auf der Fleurieu-Halbinsel und damit an die Main South Road (B23) angebunden. Die Straße führt entlang der Nordküste zunächst nach Südwesten bis zur engsten Stelle der Känguru-Insel zwischen Pelican Lagoon und Penington Bay.
Von dort führt sie nach Nordwesten, vorbei am Abzweig der American River Road, die zur Feriensiedlung American River führt. Die Hog Bay Road überquert mit dem Cygnet River den einzigen Fluss der Insel und trifft an dessen Nordufer auf den Playford Highway (B23). Gemeinsam mit ihm legt sie die letzten Kilometer bis zum Endpunkt in Kingscote zurück.